# Anton Hansen Tammsaare
Anton Hansen Tammsaare (născut ca Anton Hansen, Albu, Järvamaa, n. 30 ianuarie 1878, Albu vald, Regiunea Järva, Estonia – d. 1 martie 1940, Tallinn, Estonia) a fost un scriitor eston. Lucrarea sa Tõde ja õigus (Adevăr și justiție; 1926–1933) este considerată ca fiind una dintre principalele opere din literatura estonă.